# المعتلاء القديم (وادي الدواسر)
المعتلاء القديم، هي قرية من فئة (ب) تقع في محافظة وادي الدواسر، والتابعة لمنطقة الرياض في السعودية. وتبعد المعتلاء القديم عن محافظة وادي الدواسر بمسافة تقارب () كم.